# Trần Quốc Hoàn
Trần Quốc Hoàn (Geburtsname: Nguyễn Trọng Cảnh; * 23. Januar 1916 in Nam Trung, Nam Đàn, Nghệ An, Annam, Französisch-Indochina; † 5. September 1986 in Hanoi) war ein Politiker der Kommunistischen Partei Vietnams KPV (Đảng Cộng sản Việt Nam) in der Sozialistischen Republik Vietnam, der unter anderem zwischen 1953 und 1980 Minister für öffentliche Sicherheit sowie von 1960 bis 1972 erst Kandidat und danach zwischen 1972 und 1982 Mitglied des Politbüros des Zentralkomitees (ZK) der KPV war. Er war zudem von 1980 und 1982 ZK-Sekretär sowie zwischen 1982 und seinem Tode 1986 Vorsitzender der ZK-Kommission für Massenmobilisierung.

## Leben
Der als Nguyễn Trọng Cảnh geborene Trần Quốc Hoàn trat 1930 der antiimperialistischen Studentenorganisation der Kommunistischen Partei Indochinas bei und verließ seine Familie, um als Bergmann in Laos zu arbeiten. Hier setzte er seine revolutionären Aktivitäten fort und wurde im März 1934 in die Kommunistische Partei Indochinas aufgenommen. Ende 1934 wurde er von der französische Kolonialmacht  verhaftet und zu acht Jahren und fünf Monaten Verbannung verurteilt. Nach Ablauf seiner Haftstrafe wurde er unter Hausarrest gestellt, das er in der Provinz Hà Tĩnh verbracht. 1936 floh er nach Hanoi, wo er an Aktivitäten der Demokratischen Frontbewegung teilnahm, für die Tageszeitungen Bán dẫn, Thời Thế, Hà Thành Thời und sich an öffentlichen Aktivitäten der Demokratischen Frontbewegung (Phong trào Mặt trận dân chủ) beteiligte. Nachdem er sich zwischen 1937 und 1939 aus den geheimen Aktivitäten zurückgezogen hatte, wurde er Mitglied des Ständigen Ausschusses des Parteikomitees von Hanoi und wurde stellvertretender Sekretär sowie anschließend Sekretär des Parteikomitees von Hanoi. Da er von der französischen Kolonialmacht verfolgt und gesucht wurde, wurde er Mai 1940 von der Parteiführung aus Hanoi geschickt und mit der Arbeit in der Zeitungsdruckerei „Cờ Giải phóng“ beauftragt, wo er für das Parteikomitee und dann für die Bewegungen in den Provinzen Bắc Giang und Bắc Ninh verantwortlich war. 1941 wurde er von den französischen Kolonialtruppen erneut verhaftet und nach Hanoi zurückgebracht. Er wurde zu 6 Jahren Gefängnis und 20 Jahren Hausarrest verurteilt und ins Gefängnis Sơn La verbannt.
Nach seiner Entlassung aus dem Gefängnis erfolgte im März 1945 seine Ernennung durch das Zentralkomitee zum Sekretär des Parteikomitees des Nordens (Bắc Kỳ). In der Folgezeit wurde er im Dezember 1946 Funktionär in der Parteizentrale in Hanoi, 1947 Sekretär des Parteikomitees der Region II, 1948 Sekretär des Parteikomitees der Region X sowie 1949 Sekretär des Parteikomitees der Sonderregion Hanoi. Auf dem II. Nationalkongress der KPV (11. bis 19. Februar 1951) wurde er erstmals Mitglied des ZK der KPV und gehörte diesem nach seinen Wiederwahlen auf dem III. Nationalkongress (5. bis 12. September 1960), IV. Nationalkongress (14. bis 20. Dezember 1976) und dem V. Nationalkongress (27. bis 31. März 1982) mehr als 35 Jahre lang bis zu seinem Tode am 5. September 1986 an. Nachdem er zwischen dem 6. September 1952 und dem 16. Februar 1953 Direktor der Zentralen Polizeibehörde sowie vom 16. Februar 1953 bis zum 29. August 1953 stellvertretender Minister für öffentliche Sicherheit, wurde er am 6. September 1953 Minister für öffentliche Sicherheit (Bộ trưởng Bộ Công) in das Kabinett der Sozialistischen Republik Vietnam von Premierminister Hồ Chí Minh beziehungsweise ab 1955 von Phạm Văn Đồng berufen und bekleidete dieses Amt auch nach dem Ende des Vietnamkrieges und der Vereinigung von Nordvietnam mit Südvietnam zur Sozialistischen Republik Vietnam am 2. Juli 1976 noch bis zum 7. Februar 1980. In seinen Händen war die Polizeiarbeit nicht länger eine „einfache Frage der Ausübung eines Fachgebiets“. Sie wurde nun zu einer ideologischen und politischen Berufung, die unter strenger Parteikontrolle operierte. Als Innenminister war er neben General Nguyễn Chí Thanh und Tố Hữu ein enger Vertrauter von Lê Duẩn, der zwischen 1960 und 1986 Generalsekretär der KPV war. Er fungierte 1954 gleichzeitig als Sekretär des Parteikomitees von Hanoi. Des Weiteren wurde er am 8. Mai 1960 Mitglied der Nationalversammlung (Quốc hội Việt Nam) und gehörte dieser von der zweiten bis zu seinem Tode in der sechsten Legislaturperiode am 5. September 1986 an.
Auf dem III. Nationalkongress im September 1960 wurde Trần Quốc Hoàn als Mitglied des ZK der KPV bestätigt und vom Zentralkomitee zum Kandidaten des Politbüros gewählt. Zugleich fungierte er von 1960 bis zu seiner Ablösung durch Nguyễn Văn Tạo am 11. Oktober 1965 als erster Leiter des Büros für innere Angelegenheiten des Premierministers und wurde 1961 außerdem Mitglied der Zentralen Militärkommission. Auf einem Plenum des ZK wurde er 1972 Mitglied des Politbüros und auf dem IV. Nationalkongress im Dezember 1976 als Mitglied des Politbüros des ZK bestätigt. Im IV. Politbüro nahm er innerhalb der Parteihierarchie den neunten Rang unter den 14 Politbüromitgliedern ein. Auf einem ZK-Plenum wurde er im Dezember 1980 zum Mitglied des Sekretariat des Zentralkomitees der KPV ernannt und war dort verantwortlich für Massenmobilisierung und die ethnische Arbeit der Partei. Zuletzt wurde er auf dem V. Nationalkongress im März 1982 als ZK-Mitglied bestätigt und vom ZK als Nachfolger von Nguyễn Văn Linh zum Vorsitzenden der ZK-Kommission für Massenmobilisierung ernannt. Auch diese Funktion hatte er bis zu seinem Tode am 5. September 1986 inne, woraufhin Vũ Oanh seine Nachfolge antrat. Daneben wurde er im August 1982 auch Leiter der ZK-Abteilung für Propaganda und Frontarbeit.
Er war mit Lê Song Toàn verheiratet.

## Hintergrundliteratur
- Directory of Officials of the Socialist Republic of Vietnam. A Reference Aid, Bände 7–25, US National Foreign Assessment Center, 1980 (Onlineversion)
- Directory of Officials of the Socialist Republic of Vietnam. A Reference Aid, 1983 (Onlineversion)
- Lien-Hang T. Nguyen: Hanoi’s War. An International History of the War for Peace in Vietnam, University of North Carolina Press, 2012, ISBN 978-0-80788-2-696 (Onlineversion (Auszug))
- Hoàng Phong Hà: Trần Quốc Hoà. Nhà lãnh đạo tiền bối tiêu biểu của cách mạng Việt Nam, (Tran Quoc Hoa. Typischer hochrangiger Führer der vietnamesischen Revolution), Hanoi 2016, ISBN 978-6-04572-2-237
- Đồng chí Trần Quốc Hoàn với cách mạng Việt Nam, (Genosse Tran Quoc Hoan in der vietnamesischen Revolution), Hanoi 2016, ISBN 978-6-04901-5-359
- Christopher Goscha: The Road to Dien Bien Phu. A History of the First War for Vietnam, Princeton University Press, 2023, ISBN 978-0-69122-8-648 (Onlineversion (Auszug))